# Itte Detenamo
Itte Detenamo est un haltérophile nauruan.

## Biographie
Itte Detenamo est né à Nauru, dans le district de Buada, le 22 septembre 1986,. Son père, sa sœur ainée et son cousin Quincy Detenamo sont haltérophiles comme lui,.
Il vit aux Samoa bien qu'il garde la nationalité nauruane.

## Carrière sportive
Itte Detenamo représente Nauru aux côtés de Yukio Peter et Reanna Solomon, eux aussi haltérophiles, lors des Jeux olympiques d'été de 2004 à Athènes. Plus jeune athlète dans sa catégorie, il finit quatorzième en haltérophilie dans la catégorie des plus de 105 kg. Il obtient la médaille de bronze en haltérophilie aux Jeux du Commonwealth de 2006 et trois médailles d'or en haltérophilie aux Jeux du Pacifique Sud de 2007. Aux Jeux olympiques d'été de 2008 à Pékin, il est l'unique représentant de son pays et par la-même devient le porte-drapeau de la délégation nauruane. Il se classe à la dixième place en haltérophilie dans la catégorie des plus de 105 kg.
Aux Jeux du Commonwealth de 2010, il part favori dans la catégorie des plus de 105 kg, mais s'incline face à l'Australien Damon Kelly, et obtient la médaille d'argent. Detenamo et Kelly soulèvent tous deux 397 kg au total, et sont départagés par leur poids, la médaille d'or revenant au plus léger des deux hommes.

## Résultats
| Compétition                   | Catégorie | Arrachée | Arrachée | Épaulé-jeté | Épaulé-jeté | Total    | Rang | Médaille           |
| Compétition                   | Catégorie | Résultat | Rang     | Résultat    | Rang        | Total    | Rang | Médaille           |
| ----------------------------- | --------- | -------- | -------- | ----------- | ----------- | -------- | ---- | ------------------ |
| Jeux olympiques d'été de 2004 | +105 kg ♂ | 155 kg   | 14e      | 192,5 kg    | 14e         | 347,5 kg | 14e  | ∅                  |
| Jeux du Commonwealth de 2006  | +105 kg ♂ |          |          |             |             | 360 kg   | 3e   | Médaille de bronze |
| Championnats du monde de 2006 | +105 kg ♂ |          |          |             |             | 370 kg   | 15e  | ∅                  |
| Jeux du Pacifique Sud de 2007 |           |          |          |             |             |          | 1er  | Médaille d'or      |
| Jeux du Pacifique Sud de 2007 |           |          |          |             |             |          | 1er  | Médaille d'or      |
| Jeux du Pacifique Sud de 2007 |           |          |          |             |             |          | 1er  | Médaille d'or      |
| Championnats du monde de 2007 | +105 kg ♂ |          |          |             |             | 370 kg   | 20e  | ∅                  |
| Jeux olympiques d'été de 2008 | +105 kg ♂ | 175 kg   | 9e       | 210 kg      | 10e         | 385 kg   | 10e  | ∅                  |
| Jeux du Commonwealth de 2010  | +105 kg ♂ |          |          |             |             | 397 kg   | 2e   | Médaille d'argent  |
| Jeux du Commonwealth de 2014  | +105 kg ♂ | 174 kg   | 1er      | 222         | 2e          | 396 kg   | 2e   | Médaille d'argent  |